# Contea di Königsegg
Königsegg fu un piccolo stato del Sud-Est del Baden-Württemberg, in Germania, nel Circolo Svevo. Königsegg si distinse nel 1192 come una signoria, e venne elevata a baronia nel 1470. Con la divisione in due linee familiari anche la baronìa venne divisa in sé stessa, Königsegg-Aulendorf e Königsegg-Rothenfels nel 1622, e venne ereditata dai Königsegg-Aulendorf nel 1663 con l'estinzione della linea anziana.

## Storia

### Le origini
La famiglia Fronhofen prese originariamente il nome dal castello di Fronhofen (oggi un distretto del comune di Fronreute, nel distretto di Ravensburg) e venne documentata per la prima volta nel 1171 con il ministro guelfo Mengoz de Fronhove. Diversi membri della dinastia furono la servizio degli Hohenstaufen nel Sacro Romano Impero. I fratelli Eberhard e Berthold von Fronhofen erano definiti ministerialis regis già nel 1209. Un giovane Eberhard ( "frater domini Bertholdi de Fronhoven") prese il nome di "Eberhardus de Kunigsegge" dal 1251 dal nome del castello di Königsegg, oggi parte del comune di Guggenhausen, nel distretto di Ravensburg.
Nel 1347 Ulrich I fu scelto dagli Asburgo come primo ufficiale giudiziario dell'Alta Svevia dalla sua casata. Con poche interruzioni, la famiglia mantenne questa carica fino alla fine dell'Ancien Régime.
Nel 1565 Johann Jacob von Königsegg acquistò da suo cognato, il conte Ulrich von Montfort, la contea di Rothenfels im Allgäu, con il suo capoluogo Immenstadt. Il 6 marzo 1621 i suoi figli, Marquard e Georg, ricevettero la proclamazione del loro status di baroni imperiali. Georg ebbe due figli che divisero i loro possedimenti dopo la morte del genitore: Hugo divenne il capostipite della linea di Königsegg-Rothenfels e Johann Georg divenne il capostipite della linea di Königsegg-Aulendorf; entrambi vennero elevati al rango di conte imperiale dall'imperatore Ferdinando II del Sacro Romano Impero il 29 luglio 1629.

## Signori di Königsegg (1192 - 1470)
- Bertoldo I di Fronhofen (1192 - 1209)
- Eberardo I (1209 - 1228)

???
- Eberardo II (1239 - 1268) con...
- Bertoldo II (1239 - 1251)
- Eberardo III (? - 1296)
- Ulrico I (? - 1300)
- Giovanni I (1300 - ?)
- Ulrico II (? - 1375) con...
- Enrico con...
- Bertoldo III (? - 1370) con...
- Ulrico III
- Ulrico IV (? - 1444)
- Giovanni II
- Giovanni III
- Marquardo (? - 1470)

## Baroni di Königsegg (1470 - 1663)
- Marquardo (1470 - 1500)
- Giovanni IV (1500 - 1544)
- Giovanni Marquardo (1544 - 1553) con...
  - Giovanni Giacomo (1544 - 1567)
- Marquardo IV (1567 - 1626) con...
  - Giorgio II (1567 - 1622)
- Giovanni Guglielmo (1626 - 1663)

I possedimenti vengono divisi in Königsegg-Aulendorf (linea principale) e Königsegg-Rothenfels (linea cadetta)